# Koivujärvi (sjö i Lappland)
Koivujärvi är en sjö i Finland. Den ligger i kommunen Kittilä i landskapet Lappland, i den norra delen av landet, 800 km norr om huvudstaden Helsingfors. Koivujärvi ligger 207,4 meter över havet. Den ligger vid sjön Molkojärvi. Arean är 19,4 hektar och strandlinjen är 1,76 kilometer lång. Sjön  ingår i Kemi älvs huvudavrinningsområde. 